# Toxoplasmatinae
Toxoplasmatinae é um subfamília de seres unicelulares que pertencem à família Sarcocystidae do filo Apicomplexa. Algumas espécies de interesse médico-veterinário deste clado são: Hammondia hammondi, Toxoplasma gondii, Neospora hughesi, Neospora caninum, Hammondia heydorni e Besnoitia spp.